# Latebraria janthinula
Latebraria janthinula är en fjärilsart som beskrevs av Achille Guenée 1852. Latebraria janthinula ingår i släktet Latebraria och familjen nattflyn. Inga underarter finns listade i Catalogue of Life.